# Локалита Браче (Вибо Валенција)
Локалита Браче је насеље у Италији у округу Вибо Валенција, региону Калабрија.
Према процени из 2011. у насељу је живело 7 становника. Насеље се налази на надморској висини од 44 м.